# Geometriskt medelvärde
Ett geometriskt medelvärde av n positiva tal a1,..., an beräknas enligt
{\displaystyle {\tilde {a}}={\sqrt[{n}]{a_{1}\cdot a_{2}\cdot ...\cdot a_{n}}}}
Geometriskt medelvärde kan benämnas som n:te roten av talens produkt.
Geometriskt medelvärde används exempelvis vid uträkning av den genomsnittliga räntan för ett antal år.
Det geometriska medelvärdet av {\displaystyle a_{1},...,a_{n}} är mindre än eller lika med motsvarande aritmetiska medelvärde ({\displaystyle {\tilde {a}}\leq {\bar {a}}}), vilket brukar kallas för AM-GM-olikheten.

## Egenskaper
Den grundläggande egenskapen hos det geometriska medelvärdet, som inte gäller för något annat medelvärde, är att
{\displaystyle GM\left({\frac {X_{i}}{Y_{i}}}\right)={\frac {GM(X_{i})}{GM(Y_{i})}}}
Detta gör det geometriska medelvärdet det enda riktiga medelvärdet för normaliserade resultat, det vill säga resultat som presenteras som förhållanden till referensvärden. 
Detta är till exempel fallet när datorers prestanda jämförs med avseende på en referensdator eller vid beräkning av ett enda medeltal från flera heterogena källor (exempelvis livslängd, utbildningsår och spädbarnsdödlighet). I dessa fall kan det aritmetiska eller harmoniska medelvärdet ändra rangordningen av de olika värdena beroende på vad som används som referens. Ta till exempel följande jämförelse av exekveringstid för datorprogram:
|                        | Dator A | Dator B | Dator C |
| ---------------------- | ------- | ------- | ------- |
| Program 1              | 1       | 10      | 20      |
| Program 2              | 1000    | 100     | 20      |
| Aritmetiskt medelvärde | 500,5   | 55      | 20      |
| Geometriskt medelvärde | 31,622  | 31,622  | 20      |

Det aritmetiska och geometriska medelvärdet indikerar båda att datorn C är den snabbaste. Men genom att presentera på lämpligt sätt normaliserade värden och använda det aritmetiska medelvärdet, kan det visas att någon av de andra två datorerna är den snabbaste. Normalisering av A:s resultat ger A som den snabbaste datorn enligt det aritmetiska medelvärdet:
|                        | Dator A | Dator B | Dator C |
| ---------------------- | ------- | ------- | ------- |
| Program 1              | 1       | 10      | 20      |
| Program 2              | 1       | 0,1     | 0,02    |
| Aritmetiskt medelvärde | 1       | 5,05    | 10,01   |
| Geometriskt medelvärde | 1       | 1       | 0,632   |

och att därefter normalisera B:s resultat ger B som den snabbaste datorn enligt det aritmetiska medelvärdet:
|                        | Dator A | Dator B | Dator C |
| ---------------------- | ------- | ------- | ------- |
| Program 1              | 0,1     | 1       | 2       |
| Program 2              | 10      | 1       | 0,2     |
| Aritmetiskt medelvärde | 5,05    | 1       | 1,1     |
| Geometriskt medelvärde | 1       | 1       | 0,632   |

Det geometriska medelvärdets rangordningar förblir desamma som den rangordning som erhålls med icke normaliserade värden.

## Jämförelse med andra medelvärden

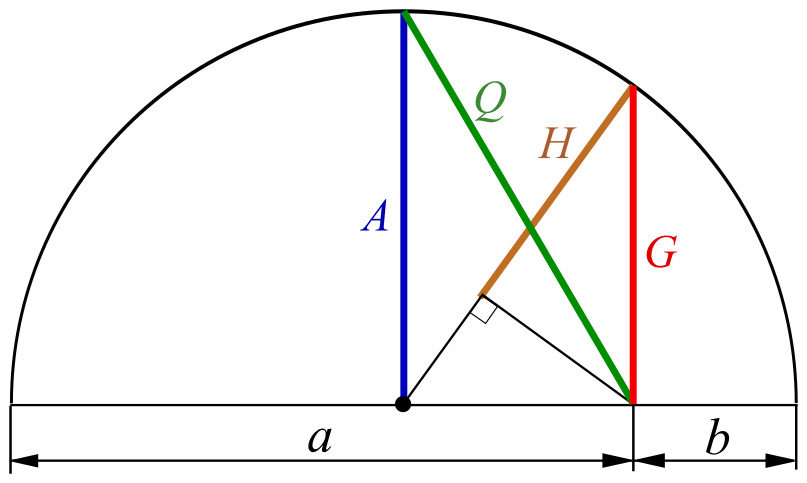
Geometrisk jämförelse av medelvärden

Medelvärden av två tal, a och b, kan konstrueras geometriskt med hjälp av en halvcirkel med diametern a + b.
A: Aritmetiska medelvärdet
Q: Kvadratiska medelvärdet
H: Harmoniska medelvärdet
G: Geometriska medelvärdet
Det framgår att
{\displaystyle {\bar {a}}_{Q}\geq {\bar {a}}_{A}\geq {\bar {a}}_{G}\geq {\bar {a}}_{H}}
Denna ordning gäller även för ett godtyckligt antal tal.